# Едначево
Едначево (пол. Jednaczewo) — деревня в Ломжинском повете Подляского воеводства Польши. Входит в состав гмины Ломжа. По данным переписи 2011 года, в деревне проживало 526 человек.

## География
Деревня расположена на северо-востоке Польши, к западу от реки Нарев, на расстоянии приблизительно 6 километра к югу от города Ломжа, административного центра повета. Абсолютная высота — 101 метр над уровнем моря. К югу от Едначево проходит региональная автодорога 645.

## История
Согласно «Списку населенных мест Ломжинской губернии», в 1906 году в деревне Едначево проживал 471 человек (240 мужчин и 231 женщина). В конфессиональном отношении всё население деревни исповедовало католицизм. В административном отношении деревня входила в состав гмины Куписки Ломжинского уезда.
В период с 1975 по 1998 годы Едначево являлось частью Ломжинского воеводства.